# Sestry adorátorky od Vzácné krve našeho Pána Ježíše Krista
Sestry adorátorky od Vzácné krve našeho Pána Ježíše Krista (francouzsky: Religieuses Adoratrices du Très-Précieux-Sang de Notre-Seigneur Jésus-Christ) je ženská řeholní kongregace, jejíž zkratkou je A.P.S.

## Historie
Kongregace byla založena 14. září 1861 Aurélií Caouette v Québecu. Dne 24. listopadu 1889 získala od Svatého stolce povolení k činnosti, definitivně byla schválena 20. října 1896. Konečné znění stanov bylo přijato 1. června 1960.
Roku 1945 byla kongregace rozdělena na dvě části: na francouzsky mluvící a anglicky mluvící sídlící v Londýně.

## Aktivita a šíření
Kongregace se věnuje úctě ke Krvi Kristově a kontemplativní modlitbě.
Sestry jsou přítomny v Kanadě, USA a v Japonsku; generální kurie se nachází v Saint-Hyacinthe.
Kongregace v Saint-Hyacinthe měla k roku 2008 68 sester ve dvou domech, druhá část pak 64 sester v 7 domech.